# بهیه حریری
بهیه بهاءالدین حریری (عربی: بهیة الحریري، انگلیسی: Bahia Bahaeddine Al-Hariri؛ زادهٔ ۲۶ ژوئن ۱۹۵۲) سیاستمدار لبنانی و خواهر رفیق حریری نخست‌وزیر پیشین لبنان است.

## ساله‌های جوانی و تحصیل
بهیه حریری در سال ۱۹۵۲ در شهر صیدا، لبنان در خانواده ای اهل سنت متولد شد. دو برادر وی شفیق حریری و رفیق حریری هستند.

## زندگی شخصی
او با مصطفی حریری ازدواج کرده‌است و آن‌ها دارای چهار فرزند هستند.